# نوکیا لومیا ۹۲۵
نوکیا لومیا ۹۲۵ (به انگلیسی: Nokia Lumia 925) یک گوشی هوشمند از سری لومیا که توسط شرکت نوکیا توسعه یافته‌است و از سیستم عامل ویندوز فون ۸ مایکروسافت استفاده می‌کند. این در حالی است که کاربران به محض کار کردن با این گوشی می‌توانند به روزرسانی به ویندوز ۸٫۱ را دریافت نمایند. این گوشی برای اولین بار در ۱۴ مه ۲۰۱۳ به عنوان جایگزینی برای گوشی نوکیا لومیا ۹۲۰ معرفی شد و سپس در ژوئن ۲۰۱۳ به بازار عرضه شد. لومیا ۹۲۵ دارای قاب فلزی در پشت می‌باشد که مقاومت این گوشی را در برابر ضربه بالا برده‌است.